# علجوم الشجيرات
علجوم الشجيرات هو جنس من فصيلة العلاجيم الحقيقية، يضمُّ 8 أنواع من العلاجيم. تقطن هذه العلاجيم الهضاب الجبلية في شمال قارة أمريكا الجنوبية، على مقربة من نقطة الالتقاء الحدودي للدول الثلاث: فنزويلا وغيانا والبرازيل.

## الأنواع
| الاسم                    | المؤلف وسنة الوصف                     | المصدر |
| ------------------------ | ------------------------------------- | ------ |
| علجوم هضبة أوايان        | سيناريز (1995)                        | [ 3 ]  |
| علجوم شجيرات دينتروناستس | لاثروب وماك كولوتش (2007)             | [ 3 ]  |
| علجوم شجيرات بوليفار     | دييغو-آرانسيي وغورزولا (1990)         | [ 3 ]  |
| علجوم الشلالات           | بولنجر (1900)                         | [ 3 ]  |
| علجوم الحصى              | سيناريز وأزيارزاغوينا وغورزولا (1994) | [ 3 ]  |
| علجوم شجيرات روراميا     | بولنجر (1895)                         | [ 3 ]  |
| علجوم فازكويزي           | سيناريز وأزيارزاغوينا وغورزولا (1994) | [ 3 ]  |
| علجوم هضبة وي أسيبو      | سيناريز ودوناسكيمونتو وفيلاريل (2005) | [ 3 ]  |